# Paul Darden
Paul Darden, Jr. (New Haven, 27 oktober 1968) is een Amerikaans professioneel pokerspeler. Hij won onder meer het $2.500 Seven Card Stud-toernooi van de World Series of Poker 2001 (goed voor een hoofdprijs van $147.440,-) en het $3.000 No Limit Hold'em - Main Event van de World Poker Tour 3rd Annual 49'er Gold Rush Bonanza 2002 in San Francisco (goed voor $146.000,-).
Darden verdiende tot en met juni 2014 meer dan $2.200.000,- in pokertoernooien (cashgames niet meegerekend)

## Pokercarrière
De World Series of Poker (WSOP) van 2001 waren de eerste waarin Darden zich naar een geldprijs speelde. Eerst werd hij er dertiende in het $1.500 Seven Card Stud-toernooi, vijf dagen later achtste in het $2.000 S.H.O.E.-toernooi en weer twee dagen dáárna won hij het $2.500 Seven Card Stud-toernooi. Darden won op de World Series of Poker 2009 voor de zestiende keer prijzengeld in een WSOP-toernooi, maar een derde finaletafel was uitgebleven.
Het $5.000 No Limit Hold'em Championship - WPT Legends of Poker 2002 in Los Angeles was het eerste toernooi van de World Poker Tour (WPT) waarin Darden prijzengeld won. Hij werd er zevende. Drie maanden later had hij ook zijn eerste WPT-titel achter zijn naam door aan de finaletafel van de 3rd Annual 49'er Gold Rush Bonanza 2002 onder andere Antonio Esfandiari en Phil Hellmuth voor te blijven. Op het No Limit Hold'em-toernooi van het World Poker Tour Bad Boys of Poker-evenement werd hij in april 2003 tweede, achter Gus Hansen.

## WSOP-titel
| Jaar                       | Toernooi               | Prijs      |
| -------------------------- | ---------------------- | ---------- |
| World Series of Poker 2001 | $2.500 Seven Card Stud | $147.440,- |

## Titels
Buiten de WSOP en WPT won Darden verschillende andere prestigieuze toernooien. hieronder vallen onder meer:
- het $1.500 No Limit Hold'em Championship Event van de New England Poker Classic 2002 ($72.590,-)
- het $1.000 Seven Card Stud-toernooi van het United States Poker Championship 2003 ($32.400,-)
- het $1.000 Limit Hold'em-toernooi van het United States Poker Championship 2004 ($32.800,-)
- het $1.000 Limit Hold'em-toernooi van de Plaza World Poker Classic 2005 ($14.490,-)
- het $1.500 Omaha Hi/Lo-toernooi van de Mirage Poker Showdown 2005 ($52.962,-)
- het $2.500 Limit Hold'em-toernooi van de Mirage Poker Showdown 2005 ($32.980,-)
- de $5.000 No Limit Hold'em Shootout van de FullTilt.net Poker Global Poker Challenge 2005 ($200.000,-)
- het $1.000 Omaha Hi/Lo-toernooi van de L.A. Poker Classic 2008 ($41.580,-)
- het $300 No Limit Hold'em-toernooi van Winnin' o' The Green 2009 ($29.771,-)